# Bassdrum

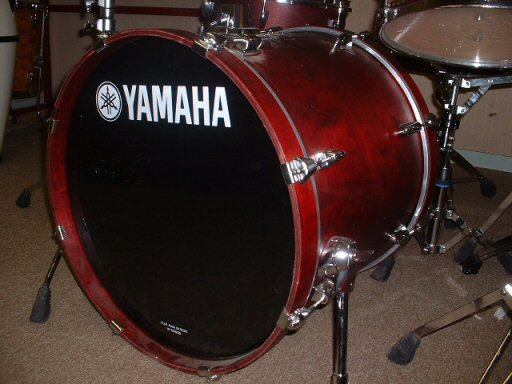
Bassdrum

Een bassdrum, basdrum, kick drum, bastrommel of grote trom is een belangrijke trommel in het drumstel. Op deze trom wordt in de popmuziek de pulse van de groove gespeeld. De bassdrum wordt door rechtshandig spelende drummers met de rechtervoet bespeeld, via een basspedaal. Er zijn ook drummers die met een dubbele bass spelen of met twee pedalen op dezelfde bassdrum. Dit is van oudsher in trek bij stevige muziek, bijvoorbeeld bij Metallica. Ook drie tot vier bassdrums zijn mogelijk, zoals bij Van Halen.
De bassdrum wordt zo aangeduid omdat dit het laagst gestemde instrument is van trommelfamilie. Vergelijk de tenortrom die in marching bands wordt gebruikt. De soms aangetroffen schrijfwijze base drum (wat ongeveer gelijk klinkt aan bass drum) is ingegeven door de onjuiste veronderstelling dat het een functionele benaming zou zijn: deze trommel zou het basistempo hebben aangegeven.
Het deel van het pedaal dat het vel raakt bij het drummen heet de klopper. Deze is meestal bekleed met een viltachtig materiaal. Er zijn echter ook kloppers van massief hout of van plastic, wat voor meer attack zorgt maar schadelijk kan zijn voor het vel. Aan de zijkant van de bassdrum zitten pootjes die schuin naar voren staan, en die voor stabiliteit zorgen zodat de bassdrum niet wegloopt richting publiek. Ook dienen deze pootjes om de trommel vrij te laten hangen van de vloer, om resonantieproblemen te voorkomen.
Er zijn in de popmuziek bijna geen drum-grooves denkbaar zonder bassdrum. Een groove is het gehele ritme dat op het drumstel gespeeld wordt en bestaat altijd uit een constante tik van hihat of cimbalen, ondersteund door de bassdrum en de snarentrom. Meestal speelt men op elke 4 slagen van de hihat één slag met de bassdrum. Bij veel ritmes (bijvoorbeeld in rockmuziek) speelt de bassdrum een slag op de eerste tel van elke maat. Een alternatief is bij de eerste maat één slag op de eerste tel met de bassdrum te spelen, en bij de tweede maat twee slagen op de eerste twee tellen (van een vierkwartsmaat). Typerend voor reggae is juist dat het accent van de bassdrum geheel op de backbeat wordt gelegd. Bij de one drop is er enige discussie of deze op de tweede en vierde tel valt, of in double-time op de derde tel valt.
Een bassdrum heeft meestal een diameter van 22 inch (56 cm). Tegenwoordig wordt ook vaak 20 inch (51 cm) gebruikt. Jazzdrummers gebruiken vaak een 18 inch (46 cm) bassdrum, omdat dat geluid beter bij de muziek past. Ook grotere diameters worden gebruikt, 24 inch (61 cm) en 26 inch (66 cm), bijvoorbeeld door wijlen John Bonham van Led Zeppelin.
Een bassdrum is vaak van hout gemaakt, met een voor- en een achtervel. Dit laatste wordt het resonantievel genoemd en zit aan de kant van het publiek. Vaak zit er een gat in, waar een microfoon in gestoken kan worden voor uitversterking, of materiaal (vaak stukken stof) dat dempend werkt. Op het resonantievel staat vaak het merk van het drumstel, en ook soms de naam van de band. Ook bassdrums van plexiglas komen voor (Ludwig, Majestic, Remo, Sonor).
Meestal zijn boven op de bassdrum de hangtoms (kleinere trommels) bevestigd.
Ook wordt de bassdrum bij korpsen gebruikt. Bij de Amerikaanse stijlkorpsen zijn er vaak vijf bassdrums, ieder van een andere grootte en toonhoogte. Samen spelen zij de, normaal over een persoon verdeelde partijen, met zijn alle. Een goed voorbeeld zijn drumkorpsen.